# 下部ジュバ州
下部ジュバ州（かぶジュバしゅう、ソマリ語: Jubbada Hoose　ジュバダ・ホーセ、アラビア語: جوبا السفلى、英語: Lower Juba）は、ソマリアの旧行政区画のひとつ。州都はキスマヨ。人口は約49万人（2014年推定）。ソマリアの最南端であり、ケニアとエチオピアに国境を接する。
下部ジュバ州はソマリアの歴史的地域区分ではジュバランドにあたる。歴史的にも複雑なジュバランドは現在まで続くソマリア内戦の数多くの戦いのあった場所である。最近ではアル・シャバブが州都キスマヨなどを支配していたが、現在はソマリア連邦政府側のジュバランド自治政府が治めている。

## 隣接州
- ゲド州
- 中部ジュバ州
- ラム (カウンティ)
- ガリッサ (カウンティ)
- ワジール (カウンティ)

## 地区
下部ジュバ州には4つの地区（県、District）が置かれている。人口値は2005年推定。
- アフマドゥ地区（英語版）：51,334人
- en:Badhadhe District：38,640人
- en:Jamame District：129,149人
- キスマヨ地区（英語版）：166,667人

## 主要都市
- キスマヨ（Kismayo）
- アフマドゥ（Afmadow）
- en:Jamame